# Károly Koller
Károly Koller sau Karl/Carl Koller/Keller (n. 28 ianuarie 1838, Sibiu, Imperiul Austriac – d. 26 noiembrie 1889, Budapesta, Austro-Ungaria) a fost un fotograf și pictor austro-ungar.